# مغذية الطيور

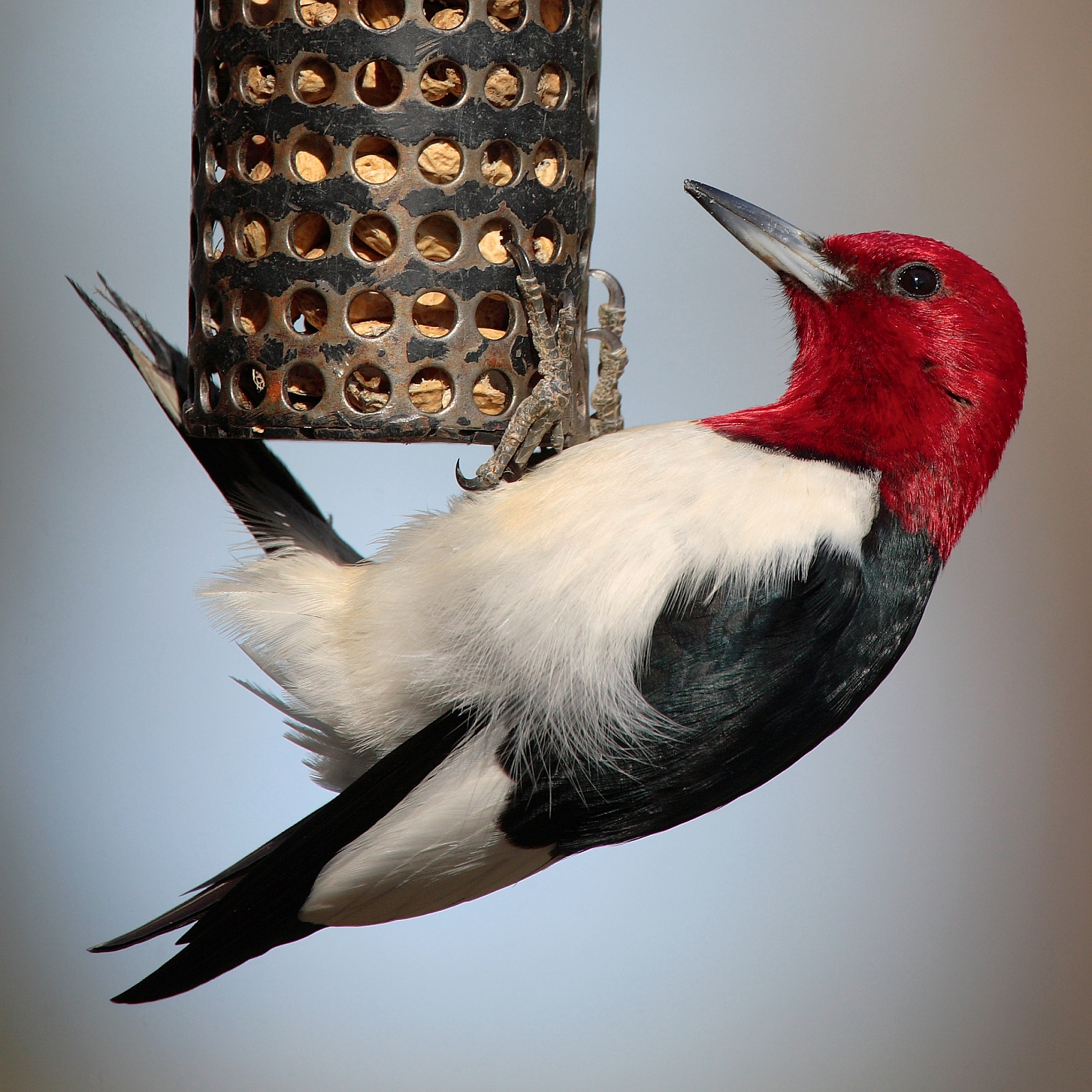
نقَّار أحمر الرأس جاثم على مُغذية طيور.

مُغذيَة الطُيور (بالإنجليزية: Bird feeder)‏، أو مَنصَّة إطعام الطُيور، أو صينيَّة الطُيور، أو طَبق الطُيور ، هي أداةٌ توضع على شُرفات المنازل أو على منصّاتها، أو في الحدائق، ويوضعُ فيها قليلٌ من طعام العصافير بغيةَ إطعام الطيور القاطنة على مَقربة من البشر. يَتوقَّف نجاح المُغذية في استقطاب الطيور على موقعها وطريقة وَضعها ونوع الغِذاء الموضوع داخلها، نظرًا لأن الأنواع المُختلفة تُفضّلُ مآكل مُختلفة بدورها، وتُحبّذ أن تجثم وتقتات بطرق مُعيَّنة. 
تُدرجُ البزور الطبيعيَّة أو طعام الطيور الاصطناعي في هذه المُغذيات، من شاكلة: الدخن، ودوَّار الشمس، والعصفر، والبزر الأسود أو البُرَّيق، والسلجم، وهذه مُخصصة لإطعام الطيور آكلة البزور فقط. 
تُستخدم مُغذيات الطيور من قِبل هواة مُراقبتها لاستقطابها وتصويرها أو لمجرَّد التمتع بمنظرها، وكثيرٌ من الناس يستعمل حاليًا كاميرا وب مُتصلة بالمُغذية حيث تتجمَّع الطيور ليُراقبها دون أن يُزعجها.

## أنواع المُغذيات

### المُغذيات البزريَّة

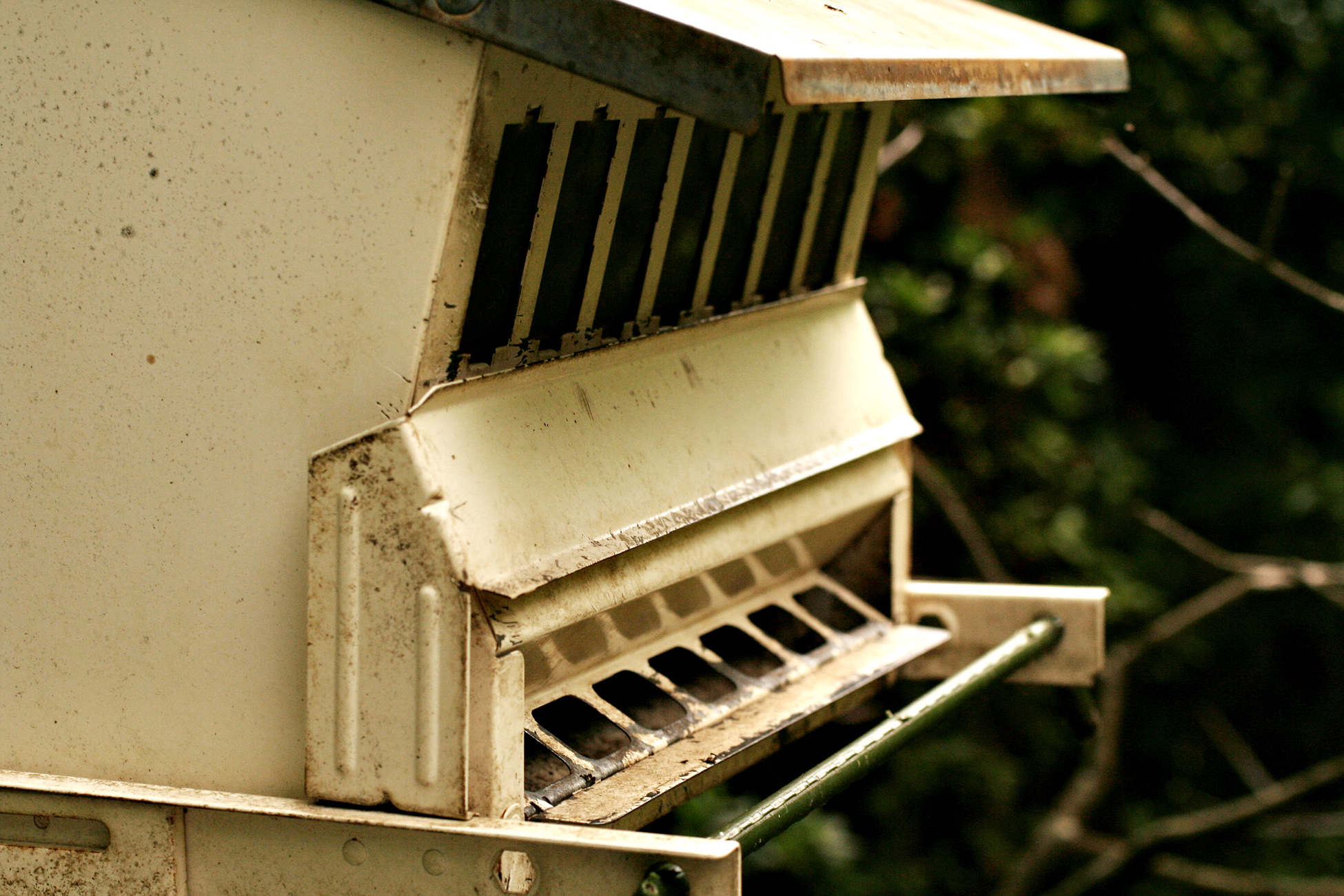
مُغذية طيورٍ بزريَّة فارغة.

المُغذيات البزريَّة أكثر المُغذيات شيوعًا، وهي تختلف في تصاميمها، من الأنبوبيَّة إلى الطبقيَّة وغيرها، وغالبًا ما يوضعُ فيها بزر دوَّار الشمس أو بزورٌ مُختلطة، وهي تستقطب الكثير من الطُيور الغرّيدة، من شاكلة: الكردينالات، والشراشير، والقراقف. يَستخدم بعض مُحبي الطيور بزور دوَّار الشمس الزيتيَّة السوداء نظرًا لأن قشرتها الخارجيَّة رقيقة ويسهل على الطيور كسرها أكثر من أنواع البزور الأخرى، كما أنَّ نواتها أكبر من نواة بزور دوَّار الشمس المُخططة أو البيضاء. كما تحتوي البزور سالفة الذكر على مٍقدارٍ كبير من الدهون؛ مما يجعلها طعامًا مثاليًا للعصافير خلال فصل الشتاء. تُصمم مُعظم مُغذيات الطيور بطريقةٍ لا تجعلها تحوي الأطعمة بحجم بزور دوَّار الشمس، غير أنَّ هناك «مُغذيات شراشير» خاصَّة ذات فتحاتٍ شديد الصغر تسمح بمرور برز البرَّيق الذي تُفضّله الشراشير الصغيرة.
غالبًا ما تُصمم المُغذيات البزريَّة على نحوٍ يمنع السناجب من الاقتيات منها، سواء أكانت أنبوبيَّة أم طبقيَّة. ابتكر الصنَّاع عدَّة آليَّات دفاعيَّة لإبقاء السناجب بعيدةً عن طعام الطيور، ومن هذه الآليَّات ما يُنفر السناجب ويُبعدها، فبعض المُغذيات على سبيل المثال حسّاسةٌ للوزن الزائد، فتُقفلُ منافذ بزورها ما أن يعتليها كائن ذو وزنٍ مُعيَّن يفوق وزن الطيور، فلا تستطع إلاّ الأخيرة أن تقتات منها. بعضُ المُغذَّيات أيضًا مُصممٌ حتى يُعلَّق على الأعمدة المعدنيَّة، حيثُ يُعتقد أنَّ السناجب قادرةٌ على الوصول إلى المُغذيات عن طريق الأشجّار بسهولةٍ أكبر عن وصولها إليها عبر الأعمدة المعدنيَّة. أبسطُ أنواع المُغذيات المانعة للسناجب هي تلك أنبوبيَّة الشكل المُحاطة بقفصٍ معدنيّ. تؤمّنُ هذه المُغذيات أيضًا الحماية من الطيور الأكبر حجمًا والأكثر عدائيَّةً. تُصنع المُغذيات الأنبوبيَّة عادةً من أنابيب پلاستيكيَّة صافية، ذات أغطيةٍ پلاستيكيَّة أو معدنيَّة، وبعض القواعد والمجاثم. كذلك هُناك نوعٌ من المُغذيات شبيهٌ في تصميمه للمنازل، وهذا النوع يستقطب بدوره طائفةٌ واسعة من الطيور من شاكلة: الشراشير، والكردينالات، والقيقان الزرق، وعصافير الدوري، والقراقف.

### مُغذيات الطنَّانات

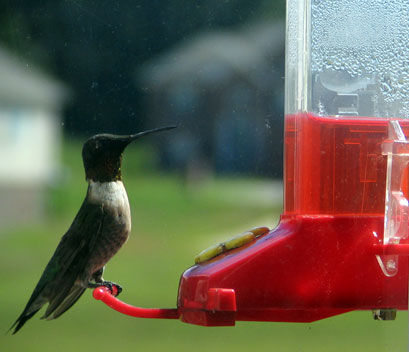
مُغذية طنَّانات ذات سائلٍ أحمر.

هذا النوع من المُغذيَّات مُصممٌ لإطعام الطنَّانات فقط دون غيرها من الطيور، فهي تؤمّنُ طعامًا سائلاً على شكل محلولٍ سُكريّ حلو المذاق، بدلاً من البزور. وغالبًا ما يُلوَّنُ هذا المحلول باللون الأحمر حتى يجذب الطيور، وبحال لم يُلوَّن، فإن هناك بعض المُغذيات حمراء الزجاج أو تحملُ علاماتٍ حمراء تُساعد في اجتذاب الطنَّانات. تميلُ الخميرة إلى النموّ في مُغذيات الطنَّانات فتُفسد المحلول، لذا على المرء التنبّه وتنظيف المُغذية وإعادة تعبئتها على الدوام كي لا تتأذّى الطيور. تستقطبُ هذه المُغذيات النمل وغيرها من الحشرات، وللحيلولة دون ذلك، يقوم هواة مراقبة الطيور بتلطيخ المُغذية بالمراهم، غير أن المرهم يلوّثُ ريش الطائر ولا يُمكن له إزالته بسهولة، لكن الحلول الأخرى غير متوافرة حتى الآن.
يشيع استخدام مُغذيات الطَّنانات سقفيَّة التعبئة بين هواة مُراقبة الطيور، وذلك لسهولة تعبئتها وتنظيفها، ولعدم الحاجة إلى قلبها رأسًا على عقب، مما يعني أن احتمال انسكاب السائل يُصبحُ أقل. من مُغذيات الطنَّانات نوعٌ يُعرف باسم «زجاجة الرياضيين»، وهو مُصمم على شكل الزُجاجة التي يملأها الرياضيُّون بالماء أو مشروبات الطاقة، وهو سقفيّ التعبئة وذو آليَّة شبيهة بآليَّة الزجاجة سالفة الذكر، فعلى المرء أن يضغط الحاوية الپلاستيكيَّة نحو الأسفل حتى يُغلق خزَّان السائل، ومن ثُمَّ يفك رأسه حتى يسكب الرحيق. حَسنةُ هذا النوع من المُغذيات هي عدم الحاجة إلى قلبه رأسًا على عقب في سبيل إعادة تعبئته، مما يعني أنَّ كميَّة الرحيق المهدورة ستكون أقلّ. من أنواع مُغذيات الطنَّانات الأخرى الشائعة أيضًا نوعٌ يأتي بمكبس صغير بالحاوية، يؤدي عندَّ إغلاقه بإحكام إلى شفط الهواء منها، فلا ينسكب الرحيق، ولا يُمكن أن يتدفق مُجددًا إلا عند ترخية المكبس بعض الشيء وإغلاقه بالطريقة المُثلى.
تضمُّ مُغذيات الطنَّانات سفليَّة التعبئة أشكالاً تقليديَّة مألوفة، وأخرى مُشتقة منها. أمَّا تلك التقليديَّة فتتم تعبئتها عبر فُتحةٍ تقع أسفل حاوية الرحيق، غير أنَّ الكثير من الصُنَّاع أتوا بأشكالٍ جديدة مُشتقَّة من تلك سالفة الذكر، لجعل إطعام الطيور أكثر يُسرًا، ولمنع تسرّب أكثر كميَّة ممكنة من الرحيق. بَعضُ المُغذيات سفليَّة التعبئة ذات فتحةٍ شبيهةٍ بالقمع في أسفلها، يُسكبُ الرحيق من خلالها حتى تمتلئ الحاوية. والبعضُ الآخر من هذه المُغذيات يُمكن تعليقه بالنوافذ حتى يتمكن المرء من مُراقبة الطيور عن كثب.

### مُغذيات الصفاريَّات

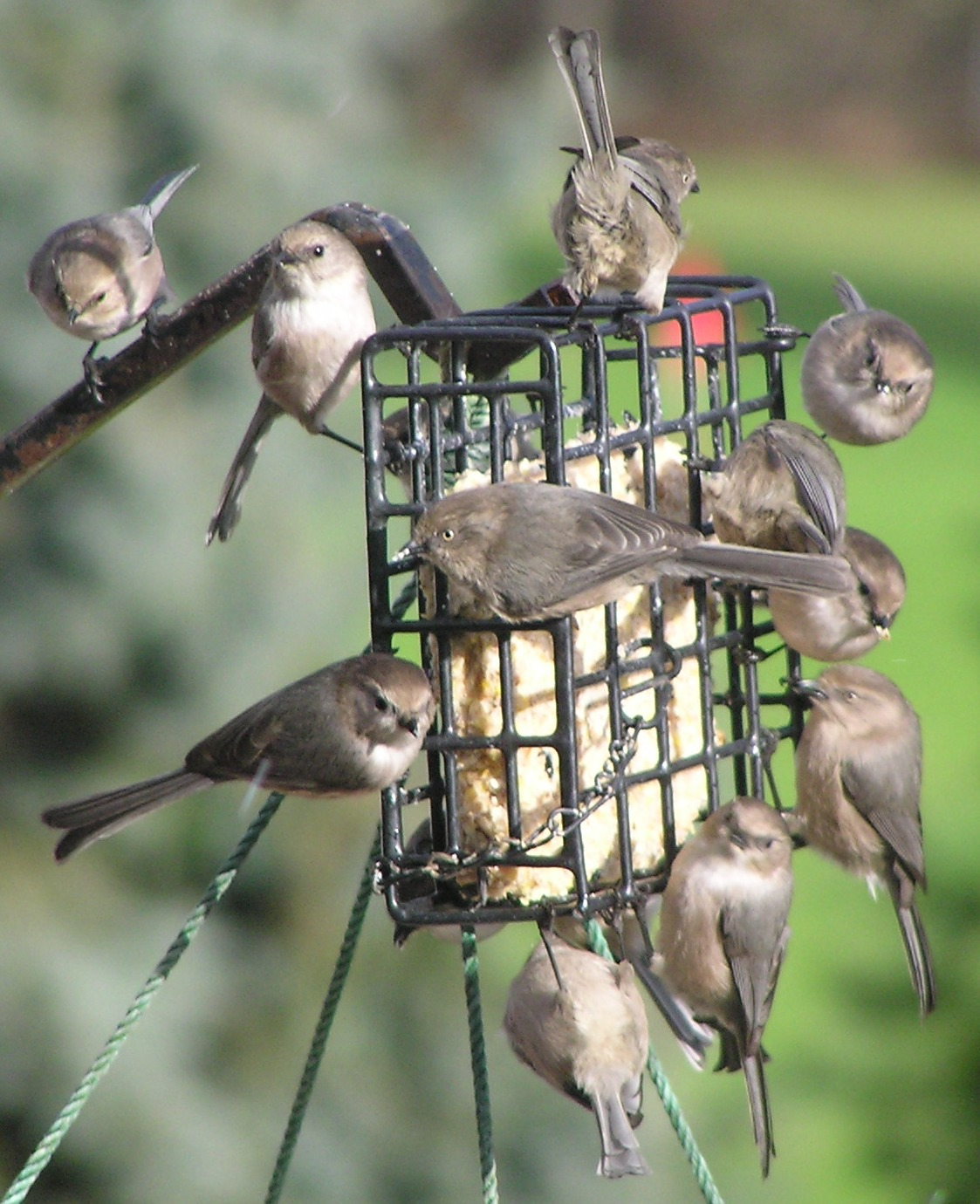
قراقف آجاميَّة جاثمةٌ على مُغذية شحميَّة.

مُغذيات الصفاريَّات هي تلك المُغذيات المَطليَّة باللون البرتقالي، وهي تُملأ أيضًا بالرحيق الاصطناعي وتُخصص لإطعام صفاريَّات العالم الجديد ذات المناقير والألسنة غريبة الشكل. تُزوّدُ هذه المُغذيات في بعض الأحيان بعصائر الفاكهة التي تستقطبُ الصفاريَّات وغيرها من الطيور المُحبَّة للحلاوة، بما فيها الطنَّانات، ومما تُعبئ به: مربى العنب، أو نصف برتقالةٍ على وتد.
تُصنعُ حاويات مُغذيات الصفاريَّات من الزجاج أو الپلاستيك المُصمم لاستقطاب الصفاريَّات. يُفترض تنظيف هذه المُغذيات مرَّةً واحدةً في الأسبوع على الأقل، وأكثر من هذا عندما تكون درجات الحرارة مُرتفعة. تأتي مُغذيَّات الصفاريَّات بأشكالٍ مُتعددة، منها سقفيَّة التعبئة ومنها السفليَّة، ومنها طبقيَّة التصميم.

### المُغذيات الشحميَّة

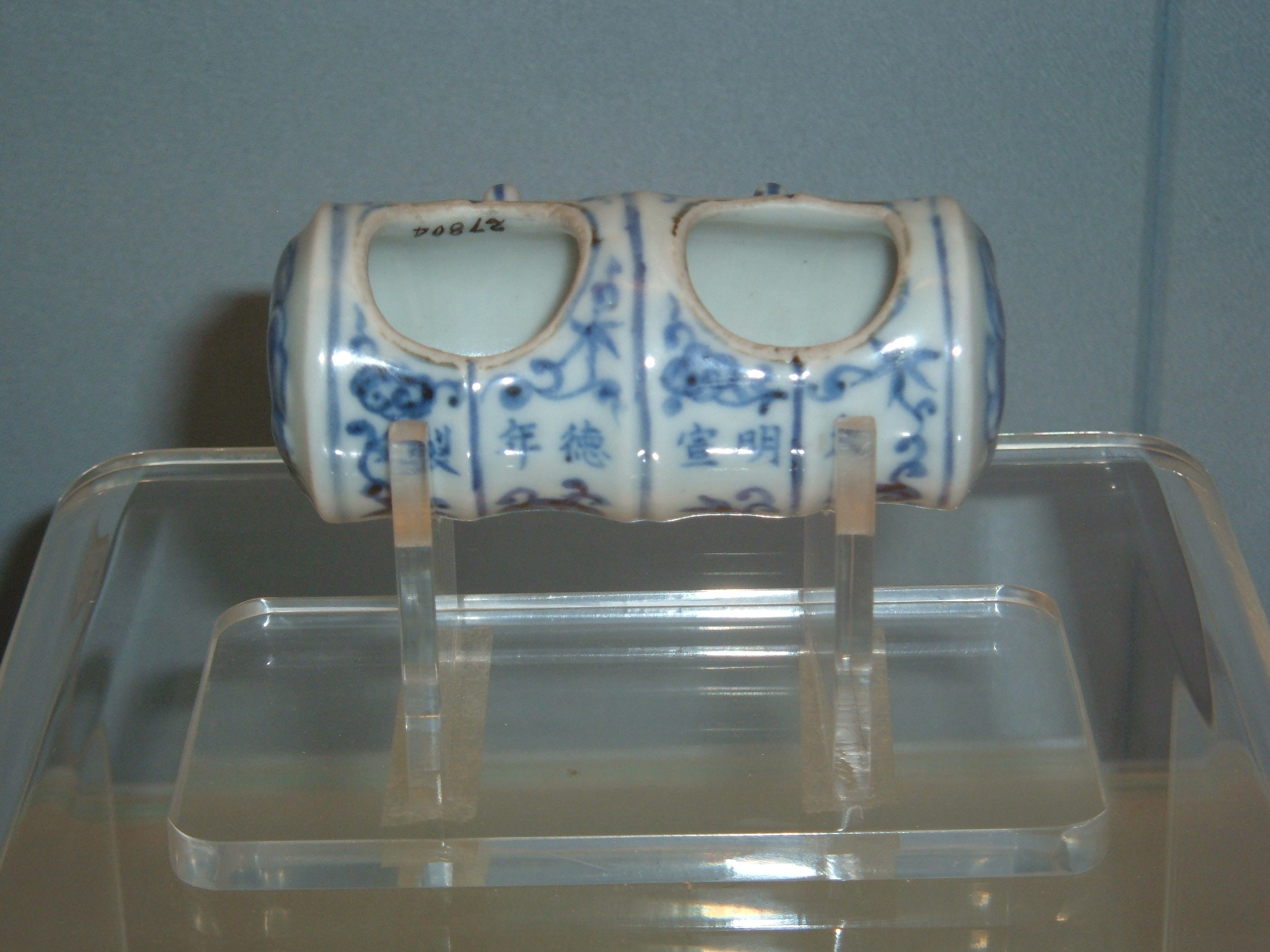
مُغذية طيورٍ صينيَّة مصنوعة من الخزف، تعود لعهد الإمبراطور شوان دو (1425–1435).

المُغذية الشحميَّة هي في العادة عبارة عن قطعةٍ معدنيَّة شبكيَّة شبيهةٍ بالقفص، وذات غِلافٍ پلاستيكيّ، توضع فيها قطعةٌ من الكعك أو شحم الماشية، لإطعام فئاتٍ مُعيَّنة من الطيور تشمل: النقَّارات، واللواءات، وكاسرة الجوز، وغيرها من الطيور الحَاشرة (آكلة الحشرات). والمُغذيات الشحميَّة شديدة الشيوع أيضًا، وتُفضّلها الطيور أثناء الشتاء خاصَّةً، بما أنَّ الشحم غنيٌ بالطاقة ويؤمن الغذاء والدفء للطائر خلال الفصل البارد المُمطر.

### مُغذيات أخرى
تُطعم الطيور المنزليَّة التي يُحتفظ فيها بأقفاصٍ سلكيَّة أو زجاجيَّة باستخدام مُغذيات طيورٍ إلكترونيَّة أحيانًا، وهذه المُغذيات تختزن طعامًا لفترة بضعة أيَّام أو بضعة أسابيع حتى، بحسب نوعها، وتقوم بإعادة تعبئة الصحن تلقائيًا ما أن يفرغ.
إنَّ تأمين طائفةٍ واسعة من المُغذيات ذات المآكل المُختلفة من شأنه أن يُقلل نسبة المُنافسة بين الطيور المُستقطبة إلى الحديقة المنزليَّة، كما أنَّ هندسة الحديقة وتخطيطها السليم من شأنه أن يحث نموّ عدَّة أنواعٍ من النباتات تؤمّنُ بزورًا ورحيقًا للطيور، فيقل الضغط على تلك المُقتاتة عند المُغذيات. كما يُقدمُ بعض هواة الطيور على إنشاء حمامٍ للعصافير في حدائقهم يُساعد على استقطاب المزيد منها، وينصح الخبراء أن يكون هذا الحمام بعيدٌ عن متناول الهررة وأن تبقى مياهه نظيفة حتى لا يجتذب البعوض، وأن يكون قريبًا من غصنٍ منخفض حتى يتمكن الطائر من الفرار سريعًا بحال هدده خطر.

## السناجب

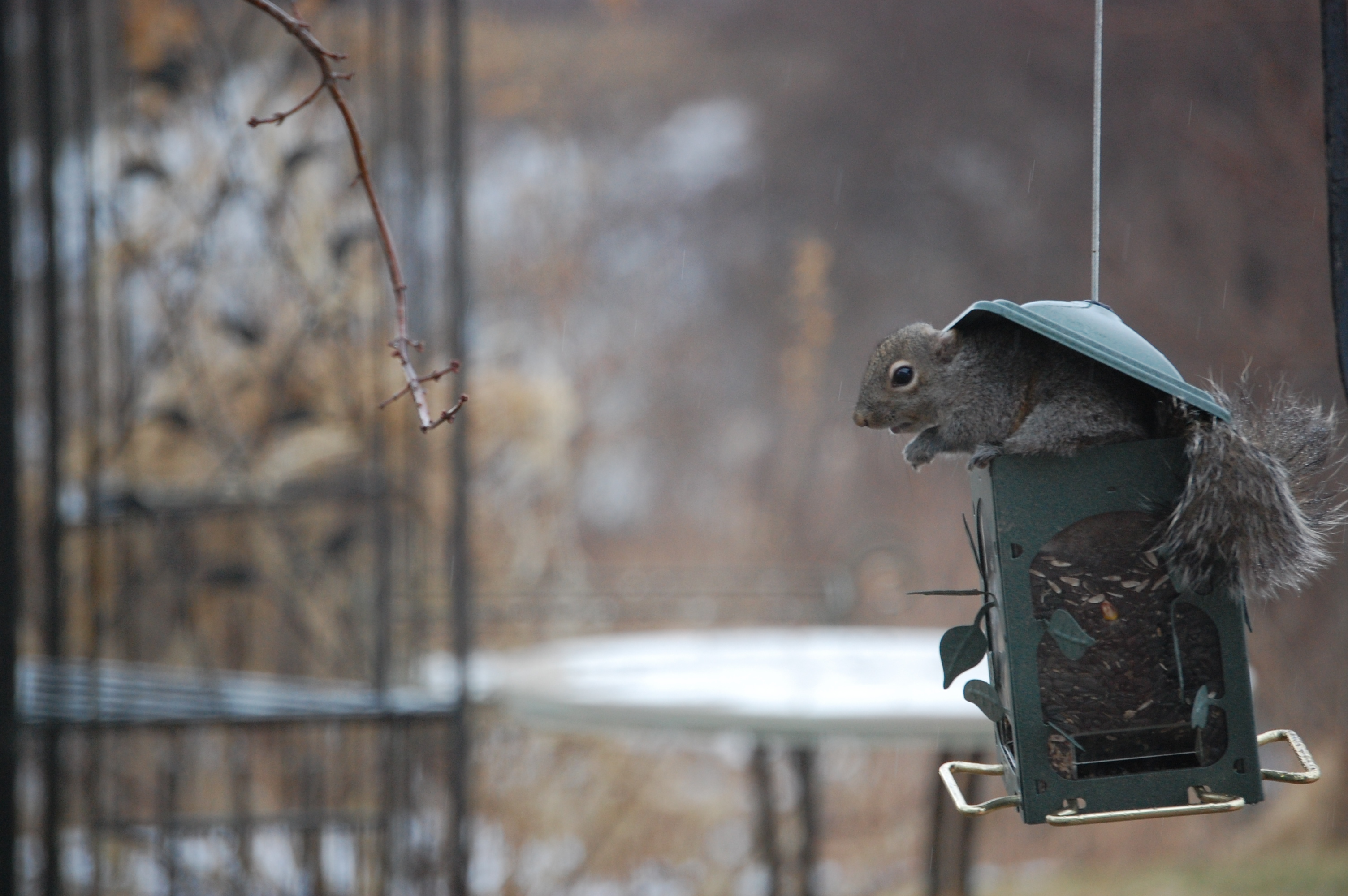
سنجابٌ يقتات من مُغذية طيور.

تُقدم السناجب في بعض الأحيان على التطفل على مُغذيات الطيور، وغالبًا لا تقتات على مُحتواها، بل تحمله معها إلى أعشاشها أو تكتنزه تحسبًا للشتاء. ابتكر الصانعون عدّة آليَّات وتقنيات لدفع السناجب بعيدًا على المُغذيات أو لإحباط مُحاولاتها في سرقة مُحتواها، فأنتجَ بعضهم مُغذياتٍ ذات مجاثم مُلائمة للعصافير فقط، وتنهارُ تحت طائلة وزن أي كائنٍ أثقل منها، أو مُزوّدة ببطاريَّة كهربائيَّة صغيرة تصعق المُتطفل قليلاً، أو تجعل منطقة الجثم تدور به حتى يسقط. تُصممُ المُغذيات القفصيَّة بشكلٍ لا يسمح للسناجب بالوصول إلى البزور الموضوعة فيها، لكن تبقى الطيور قادرة على الاقتيات من خلال الفتوحات الصغيرة. تردعُ المُغذيات الأخيرة السناجب الرماديَّة، أمَّا السناجب الحمراء والصيدنانيات فتتمكن من دخولها وسرقة محتواها. لوحِظ أنَّ وضع الفلفل الحار في بزور الطيور والشحم يُساعدُ على طرد السناجب دون أن يؤذي العصافير، وفقًا لدراسةٍ من عام 1999.
يُمكن لطريقة وضع المُغذية أن تحول دون وصول السناجب إلى البزور فيها. كذلك يُمكن إدراج بعض العوائق أعلى المُغذية لمنع السناجب من التسلّق والنزول على سقفها، وكذلك أسفلها، غير أنه من المعروف عن السناجب أنها كائناتٌ رشيقة وبهلوانية، لذا فإنها دائمًا ما تجد طريقة تتمكن بواسطتها من تخطي العوائق والوصول إلى مُبتغاها.

## الآثار السلبيَّة

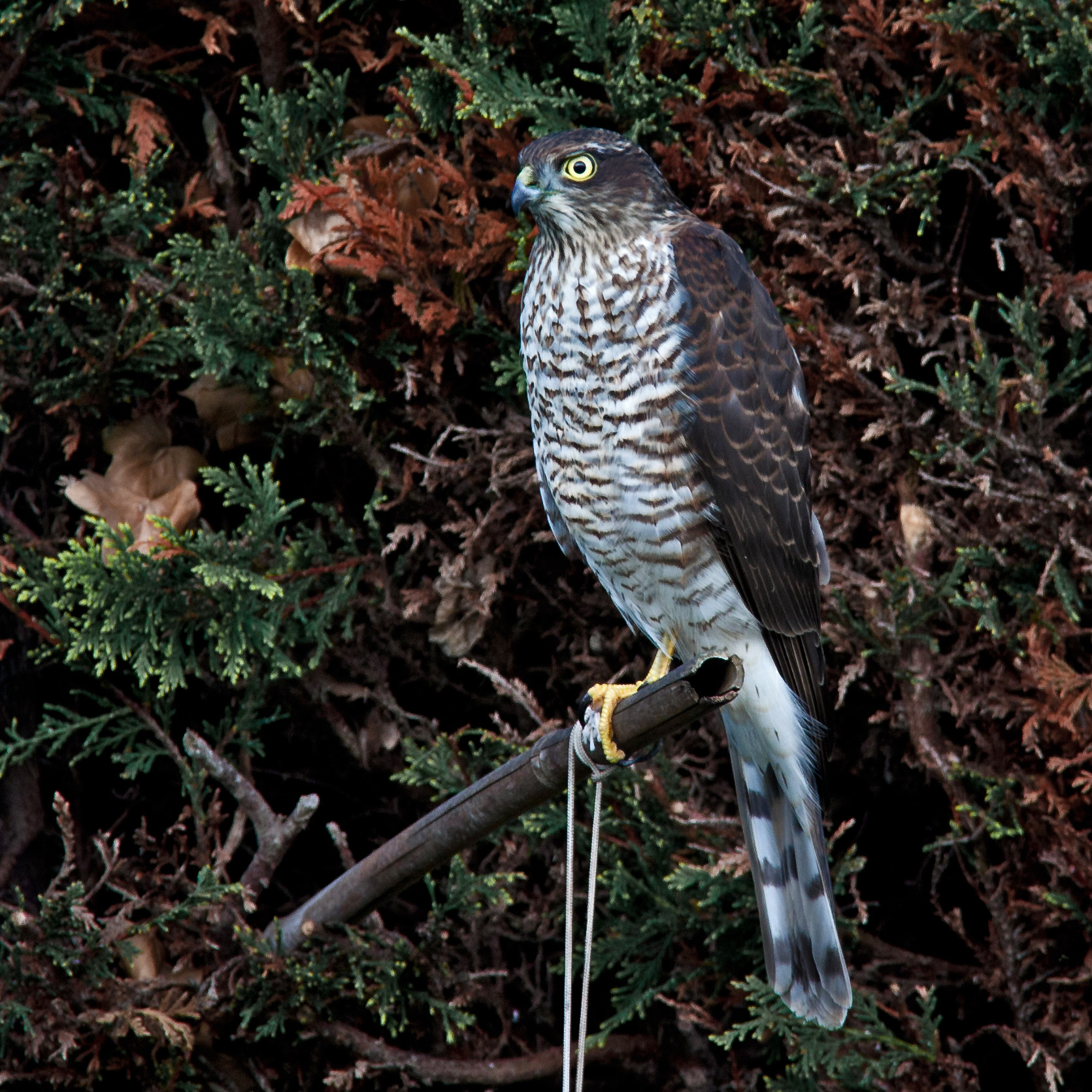
باشق أوراسي جاثم على عصا عُلَّقت فيها مُغذية طيور.

يُعدُّ إطعام الطيورٍ البريَّة أمرٌ لا يخلو من الخطورة، فالطيور عند تجمّعها على المُغذيات تحتك ببعضها، وقد يَنقلُ بعضها أمراضًا للأخرى، كما أنَّ المُغذيات والمُشربات المُهملة قد تُصيب الآكل أو الشارب منها بأمراضٍ لا تُحصى. تتعرضُ الطيور عند المُغذيات لخطر الافتراس من قِبل القطط وغيرها من الضواري، كما قد تُصاب بجروحٍ بحال أخطأت نافذةً بفراغٍ هوائيّ. يتخذُ هواة الطيور عدَّة خطواتٍ للتقليل من المخاطر المُترافقة مع استقطابها إلى المُغذيات، ومن هذه الخطوات: تعقيم المُغذيات والمُشربات على الدوام، وضمان عدم تعفّن أو إنتان الطعام، ووضع المُغذيات في الأماكن المُلائمة بعيدًا عن بعضها وعن النوافذ، كي لا تزدحم الطيور وتتقاتل أو تصطدم بالزجاج، وبالنسبة للنقطة الأخيرة يقوم البعض بتعليق شبكةٍ خشبيَّة على زُجاج النوافذ أو الأبواب حتى تُلاحظها الطيور، كما يُمكن تفادي اصطدامها عبر إلصاق شاراتٍ على الزجاج.
يُمكنُ لبعض أنواع الطيور، كعصافير الدوري المألوفة، أن تُهيمنُ على المُغذية دون غيرها من الأنواع، بالاعتماد على تصميم المُغذية ونوع الطعام الموضوع فيها، ونتيجةً لهذا فإن جمهرة الطيور المُهيمنة المحليَّة، مهما كان نوعها، سوف تتضخم ويزداد عدد أفرادها. ففي أمريكا الشماليَّة على سبيل المِثال، حيث عصافير الدوري المألوفة نوعٌ دخيل غير بلدي، ارتفعت نسبة المُنافسة بينها وبين العصافير الزرقاء البلديَّة في المناطق الحضريَّة حيث اعتاد البشر على إطعام الطيور عبر المُغذيات، فأقصت الكثير من الأزواج عن أعشاشها وهاجمت بعضها وطردته من حوزه واستولت عليه.
زُعم أنَّ استخدام مُغذيات الطيور تسبب في وقوع الكثير من المشاكل البيئيَّة؛ وقد أشير إلى بعض هذه المشاكل في مقالٍ عُرض على الصفحة الرئيسيَّة لجريدة وول ستريت في عام 2002، وقد أثار هذا المقال ردود فعلٍ كثيرة عبر مُختلف أنحاء الولايات المتحدة من هواة الطيور والعلماء على حدٍ سواء، الذين فنَّدوا نقاطه واعترضوا على تغطيته اللامتوازية في نظرهم.
قُبيل نشر المقال في جريدة وول ستريت، كتب عالم الطيور الكندي جيسون روجرز مقالاً آخر في جريدة «عالم الطبيعة الألبرتي» (بالإنجليزية: Alberta Naturalist)‏ تحدَّث فيه عن المشاكل المُرتبطة باستخدام مُغذيات الطيور، فقال أنَّ من المخاطر المُشتملة على استخدمها: جعل الطيور البريَّة تعتمد على البشر في غذائها، والتلاعب بالانتشار الطبيعي والكثافة في البريَّة، وتغيير أنماط الهجرة، والتدخّل في العمليَّات البيئيَّة، والتسبب بسوء التغذية، وتسريع انتشار الأمراض، وزيادة مخاطر الافتراس من قِبل القطط، والإصابة أو الموت بسبب مُبيدات الآفات المرشوشة بالحدائق، والاصطدام بزجاج النوافذ والأبواب، وغيرها.

## وصلات خارجية
- تقرير من جمعية حماية الحياة البريَّة الألمانية عن إطعام الطيور في الشتاء. (بالألمانية)

- Wildvogelhilfe.org - مُغذية الطيور المِثاليَّة (بالألمانية)

- الجمعية الوطنيَّة لحماية الطيور، مقالٌ عن إطعام الطيور في الشتاء. (بالألمانية)